# Lajos Buza
Lajos Buza (Újpest, 26 giugno 1901 – Budapest, 21 marzo 1965) è stato un calciatore ungherese, di ruolo centrocampista.

## Carriera
Giocò i primi anni della sua carriera nell'Újpest, ottenendo come migliori risultato il secondo posto in campionato nella stagione 1926-27. Giocò poi nella massima serie ungherese con le maglie di Vasas e Nemzeti Budapest.
Conta 3 presenze con la maglia della sua Nazionale.